# Chiloglanis elisabethianus
Chiloglanis elisabethianus е вид лъчеперка от семейство Mochokidae. Видът е световно застрашен, със статут Уязвим.

## Разпространение
Разпространен е в Демократична република Конго и Замбия.